# Lago del cratere Lonar
Il cratere del lago Lonar, creato da un meteorite che colpì la Terra durante il pleistocene superiore o medio, è un lago salato che si trova nei pressi di Lonar nel distretto di Buldhana, stato del Maharashtra, in India. Il cratere d'impatto dunque è l'unico cratere d'impatto dovuto ad un meteorite iperveloce sulla roccia basaltica. Il lago che si è sviluppato ed evoluto nella roccia basaltica ha le caratteristiche chimiche sia della salinità che dell'alcalinità. Geologi, ecologi, archeologi, naturalisti e astronomi hanno riferito diversi studi sui vari aspetti dell'ecosistema di questo cratere.

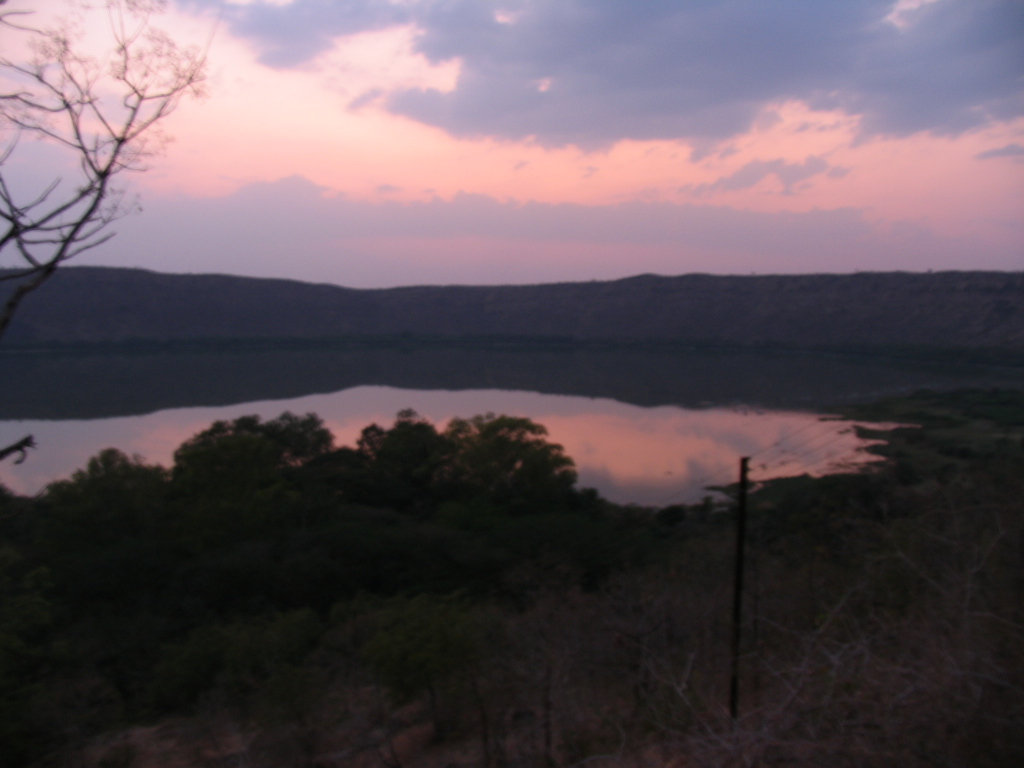
Il cratere del lago Lonar nel pomeriggio

## Caratteristiche
Il lago di Lonar ha un diametro medio di 1,2 km e si trova circa 137 m al di sotto del bordo del cratere. Il bordo del cratere meteorico ha un diametro di circa 1,8 km. La depressione circolare ha un lago di acque saline nella sua porzione centrale. Si stima che il cratere abbia un'antichità di circa 52.000 ± 6.000 anni (Oligocene), anche se uno studio pubblicato nel 2010 gli assegna un'età di 656.000 ± 81.000 anno. Si tratta del secondo maggiore cratere da impatto su roccia basaltica.
Alcune istituzioni internazionali come lo Smithsonian Institution, il United States Geological Survey; e altre nazionali come la Geological Society of India, e l'University of Sagar hanno condotto studi estensivi nel sito.

## Caratteristiche geografiche
Il bacino è circondato da basse colline che definiscono una forma ovale-rotondeggiante, con una circonferenza massima di circa 8 km. I versanti interni del bacino hanno una pendenza di circa 75°. La circonferenza del lago alla base è di 4,8 km. Le sponde sono coperte da vegetazione bassa intervallata da alberi di tek ed altri arbusti.

## Origine geologica
Il lago riempie un cratere che inizialmente era stato attribuito ad attività vulcanica, poi riconosciuto come cratere d'impatto, ossia formatosi per l'impatto ad alta velocità di un oggetto quale cometa o meteorite con la Terra. Il ritrovamento di basalti soggetti a metamorfismo di shock, in particolare plagioclasio trasformato in maskelynite o contenente planar deformation features (PDFs), e di shatter cones ha permesso di confermare l'origine per impatto. Ulteriori studi hanno permesso di distinguere 5 zone caratteristiche:
1. ejecta esterne al cratere
2. il bordo del cratere
3. i versanti del cratere
4. il bacino interno al cratere, escluso il lago
5. il lago

## Resoconti storici
La presenza del lago è riportata già in antichi testi come la Skanda Purāṇa, la Padma Puran e la Aaina-i-Akbari Il primo europeo a vedere il lago fu l'ufficiale britannico J.E. Alexander nel 1823.

## Sottoprodotti del lago
Lo sfruttamento industriale dei sali contenuti nel lago è iniziato nel 1842 ed è proseguito fino al 1903. Attualmente la richiesta si è ridotta al solo livello locale.

## Ecosistema del lago
Le caratteristiche chimiche del lago differiscono tra due regioni distinte che non si mescolano - una parte più esterna, superficiale e neutra (a pH 7) e una parte interna più profonda alcalina (a pH 11) ognuna con la propria flora e fauna.
Il lago ospita un'ampia gamma di vita vegetale e animale. Uccelli stanziali e migratori come il cavaliere d'Italia (dall'ala nera), l'anatra brahmina, lo svasso, la casarca del ragià (i primi quattro in migrazione invernale dall'Europa), il mestolone rosso, l'alzavola, gli aironi, la schiribilla dalle zampe rosse, i "blue jay", gli uccelli tessitori baya, il parrocchetto del Malabar, i passeri alaudidi, l'uccello sarto, la gazza ladra, il pettirosso e le rondini si trovano nel lago. Tra i rettili, nelle coste proliferano i varani. Alle rive del lago si avvicinano migliaia di pavoni e di gazzelle chinkara. È in corso un referendum per dichiarare il lago Lonar una area umida protetta.

### Microorganismi fissanti l'azoto
Microorganismi non simbiotici che fissano l'azoto come Halomonas sp., Paracoccus sp. Klebsiella sp., Slackia sp. Actinopolyspora sp. sono stati isolati dalle acque di questo lago. Tutti questi fissatori dell'azoto sono alo-alcalofili in natura, dal momento che possono crescere soltanto a pH 11. Alcuni dei batteri e attinomiceti isolati da questo lago possono crescere su alcuni mezzi di terreno inorganico che contengono componenti che simulano il suolo di Marte.